# Trichocera inexplorata
Trichocera inexplorata är en tvåvingeart som först beskrevs av Dahl 1967.  Trichocera inexplorata ingår i släktet Trichocera och familjen vintermyggor. Inga underarter finns listade i Catalogue of Life.